# أناكابري
أناكابري، (بالإنجليزية: Anacapri)‏، (ايطالية: anaˈkaːpri)، هي (بلدية) في جزيرة كابري، في مدينة نابولي الحضرية بإيطاليا. تعني البادئة اليونانية القديمة «أعلى» أو «أعلاه»، مما يدل على أن أناكابري تقع على ارتفاع أعلى في الجزيرة من كابري (حوالي 150 مترًا في المتوسط). إداريا، لديه وضع منفصل عن مدينة كابري. الموقع الأكثر أهمية في القرية هو فيلا سان ميشيل.

## السكان
في سنة 1861 بلغ عدد السكان 1٬637 نسمة، وتطور العدد ليصل في سنة 2011 لـ 6٬546 نسمة.
يظهر هذا المخطط البياني تطور النمو السكاني لـ أناكابري

## معرض صور

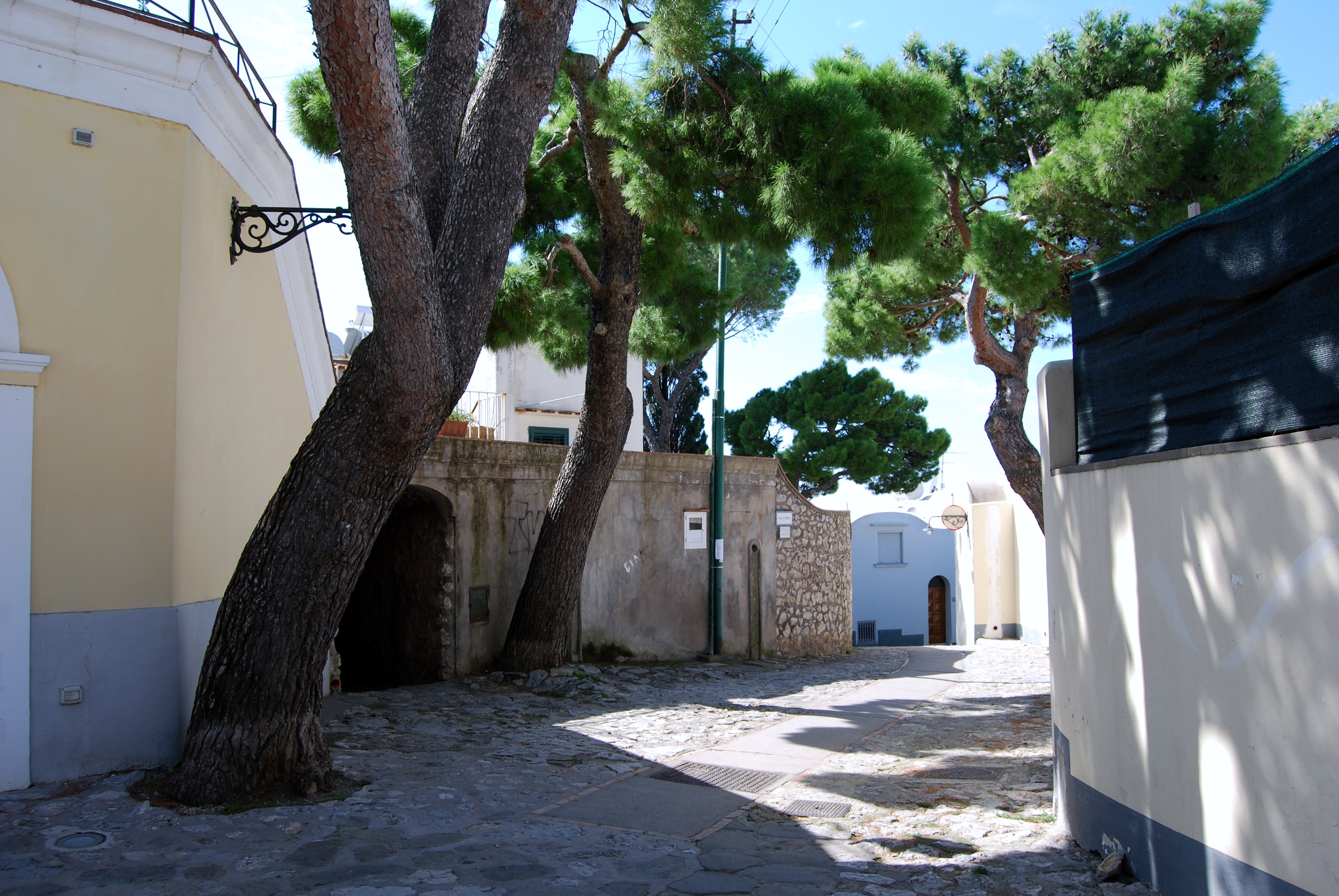
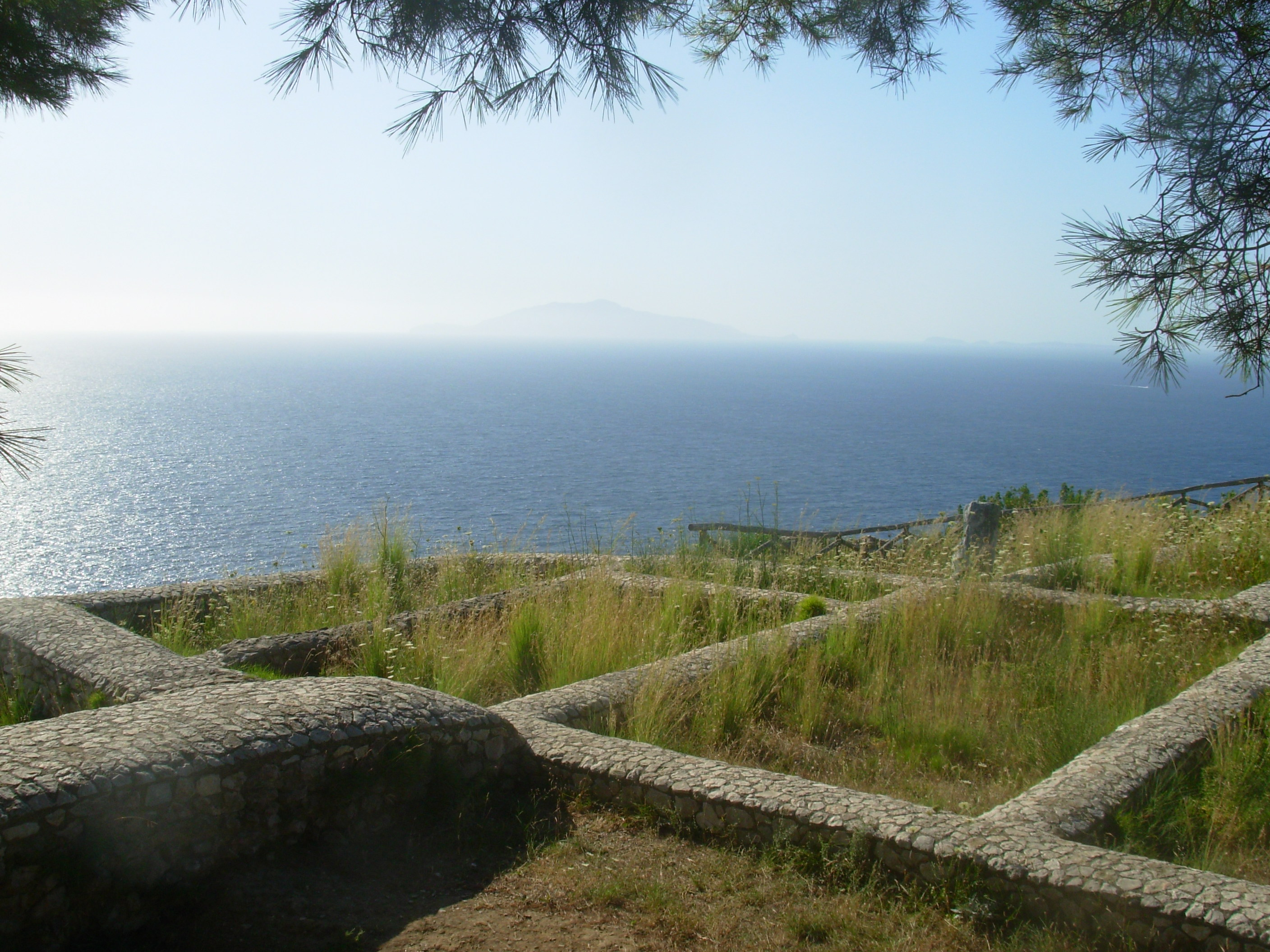
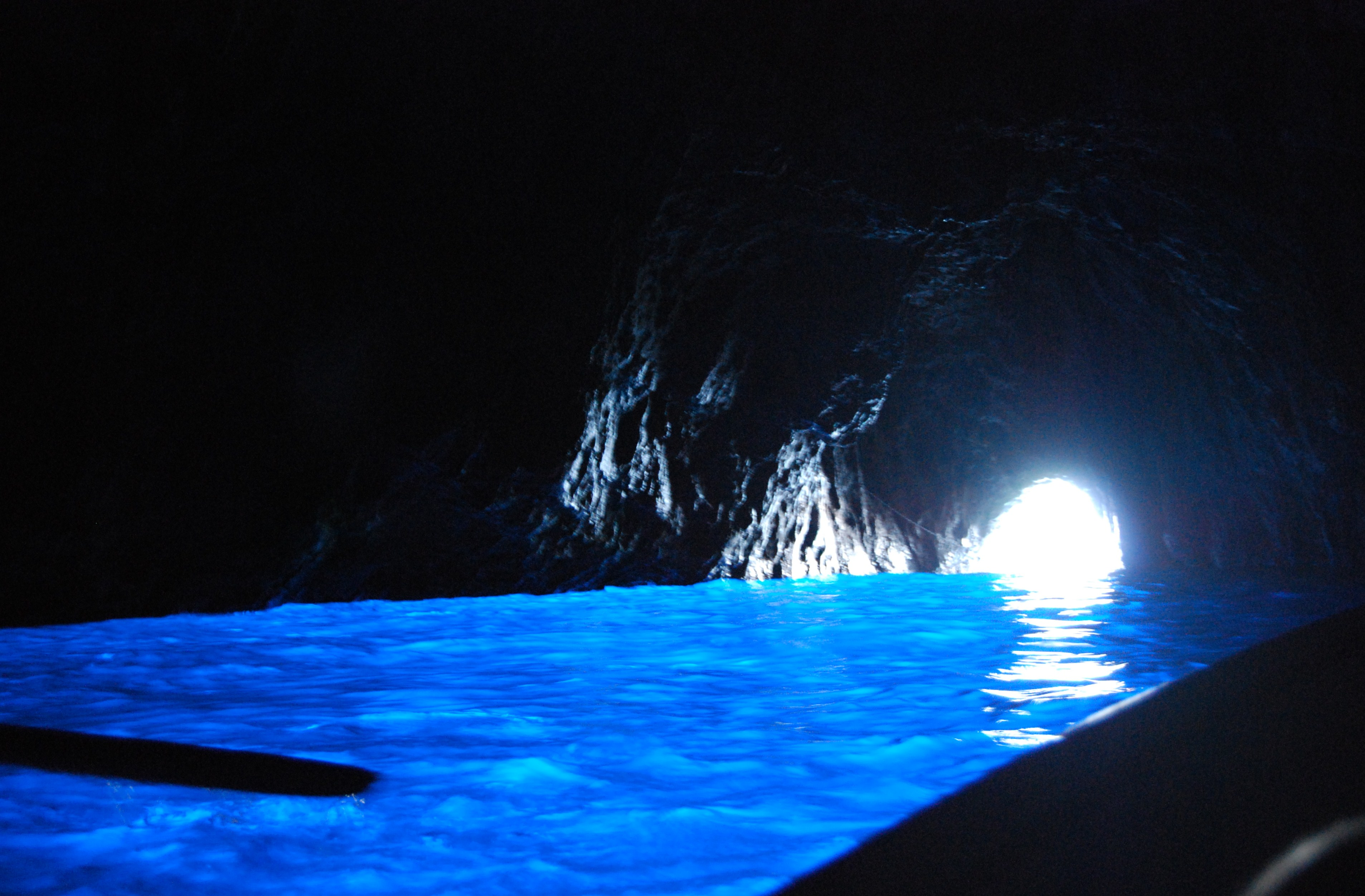
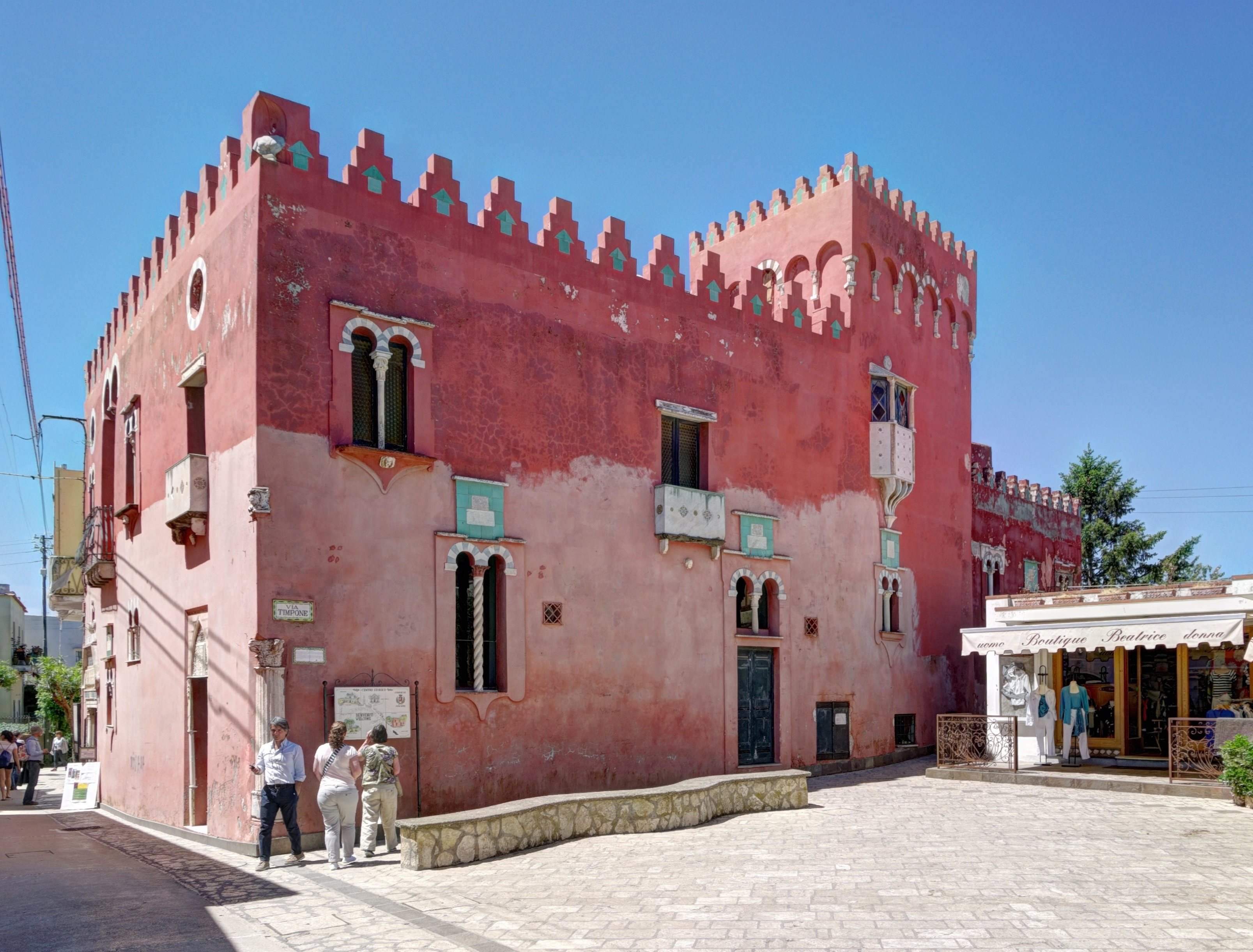
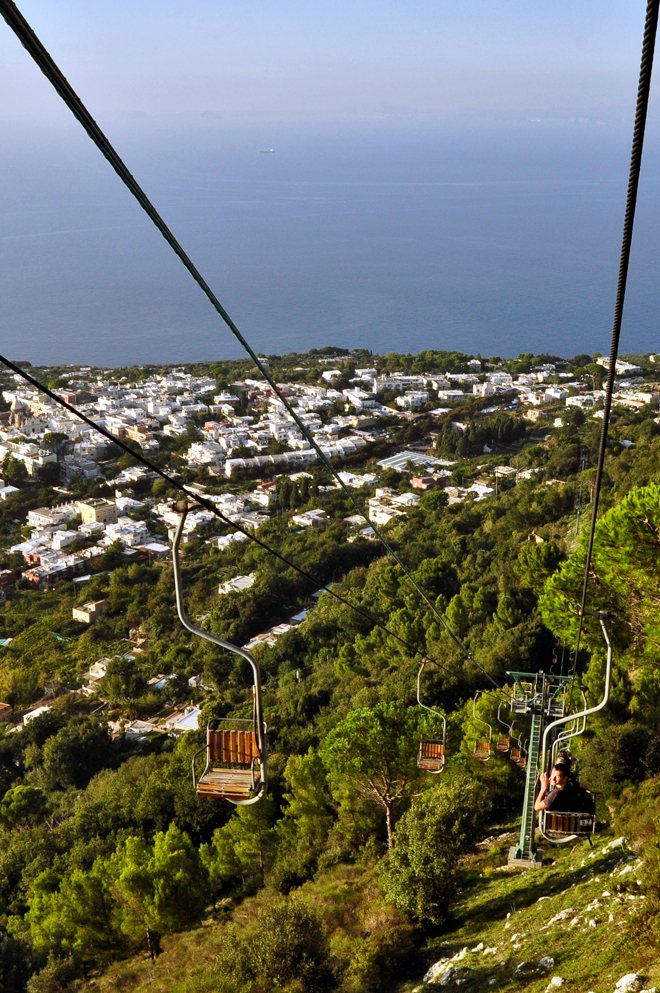
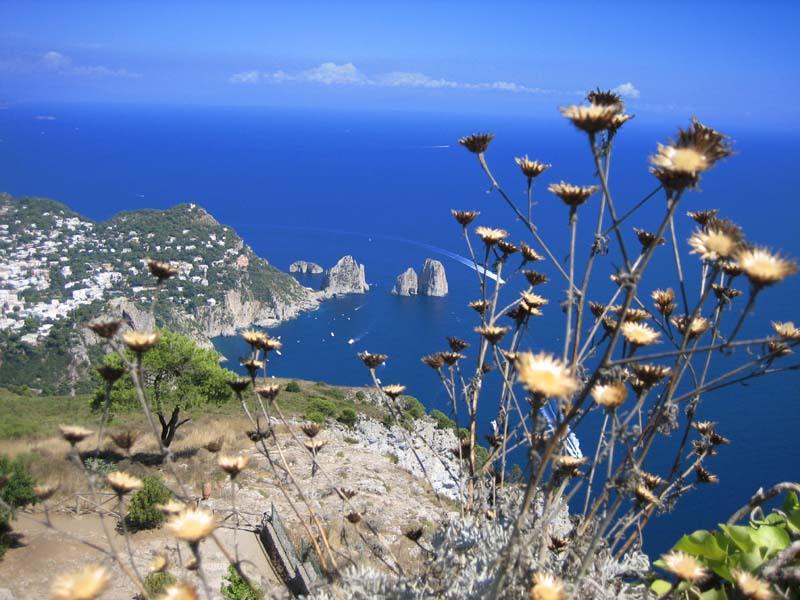